# Prionyx semistriatus
Prionyx semistriatus är en biart som först beskrevs av Carlos Schrottky 1920.  Prionyx semistriatus ingår i släktet Prionyx och familjen grävsteklar. Inga underarter finns listade i Catalogue of Life.